# Metiscus
Metiscus là một chi bướm ngày thuộc họ Bướm nhảy.

## Loài
Các loài được công nhận thuộc chi Metiscus gồm có:
- Metiscus angularis  (Möschler, 1877)
- Metiscus atheas Godman, 1900 - Mather's brown-eye [2]
- Metiscus goth Grishin, 2022